# Convention sur la réglementation des activités relatives aux ressources minérales de l'Antarctique
 (janvier 2024).
La Convention sur la réglementation des activités relatives aux ressources minérales de l'Antarctique (ou CRAMRA ; en anglais Convention on the Regulation of Antarctic Mineral Resource Activities) est un traité qui fait partie du Traité sur l'Antarctique. La convention a été conclue à Wellington le 2 juin 1988. Le gouvernement de la Nouvelle-Zélande est dépositaire du traité.
La convention a été signée par 19 États, mais aucun État ne l’a ratifiée. Par conséquent, cette dernière n’est jamais entrée en vigueur et a été remplacée par le protocole au traité sur l'Antarctique relatif à la protection de l'environnement de 1998 (Protocole de Madrid).

## Remarques
1. ↑  L. Ivanov et N. Ivanova. CRAMRA Convention. Dans: The World of Antarctica. Generis Publishing, 2022. pp. 140-143.  (ISBN 979-8-88676-403-1)